# Donostia Arena 2016
El Donostia Arena 2016 o Plaza de Toros de Illumbe és la plaça de toros de la ciutat de Sant Sebastià, al País Basc. És un recinte amb capacitat per 11.000 espectadors. A banda d'espectacles de tauromàquia, acull concerts i altres esdeveniments. És el pavelló on disputa els seus partits com a local l'equip de bàsquet Lagun Aro GBC.